# Kiril Fjodorovič Kazačkovski
Kiril Fjodorovič Kazačkovski (rusko Кирилл Фёдорович Казачковский), ruski general, * 1760, † 1829.
Bil je eden izmed pomembnejših generalov, ki so se borili med Napoleonovo invazijo na Rusijo; posledično je bil njegov portret dodan v Vojaško galerijo Zimskega dvorca.

## Življenje
1. januarja 1774 je vstopil Jelecki pehotni polk; 24. novembra 1781 je bil povišan v zastavnika. V letih 1783-84 je sodeloval v bojih s Poljaki. Leta 1788 se je odlikoval v zavzetju Očakove, za kar je bil povišan v stotnika. Pozneje je postal poveljnik Jekaterinburškega linijskega bataljona. 
7. decembra 1798 je bil kot major imenovan za poveljnika Tomskega mušketirskega polka; 15. junija 1800 je bil povišan v polkovnika. 29. marca 1806 je postal poveljnik 2. morskega polka in 23. oktobra istega leta poveljnik Kaluškega mušketirskega polka. 
12. decembra 1807 je bil povišan v generalmajorja. V letih 1808-09 je sodeloval v rusko-švedski vojni. Leta 1812 je postal poveljnik 1. brigade 5. pehotne divizije. Naslednje leto je postal poveljnik celotne divizije. 
15. septembra istega leta je bil povišan v generalporočnika. 14. novembra 1817 je bil imenovan za poveljnika 16. pehotne divizije.
Upokojil se je 3. junija 1820.